# Archaeopotamus
Archaeopotamus é um género extinto de Hippopotamidae que viveu entre 7,5 e 1,8 milhões de anos atrás em África e no Médio Oriente. O género foi descrito em 2005 no sentido de abarcar espécies de hipopótamos que estavam previamente agrupadas no género Hexaprotodon.
Archaeopotamus'’ significa "velho do rio”.  De todos os hipopótamos identificados até hoje, só os Kenyapotamus são mais antigos.  Os Kenyapotamus, contudo, apenas se conhecem a partir de fósseis parciais, pelo que os Archaeopotamus” se podem considerar os mais antigos dos hipopótamos bem identificados.

## Características
Muitos fósseis de hipopótamos pré-históricos distinguem-se, principalmente, pelas caraterísticas do maxilar inferior. Os Archaeopotamus, tal como os Hexaprotodon, têm três pares de incisivos. Mas ao contrário dos outros Hexaprotodon, os Archaeopotamus têm uma sínfise da mandíbula bastante alongada. Por esta razão foi sugerida a designação de "hipopótamos de focinho estreito" para os animais deste género.

### A. lothagamensis
A. lothagamensis é uma espécie cujos fósseis foram descobertos em Lothagam, um sítio no sudoeste do Lago Turkana no Quénia e descritos pela primeira vez no ano 2000. A espécie foi inicialmente classificada como Hexaprotodon lothagamensis, apesar das significativas diferenças com as outras espécies de Hexaprotodon terem sido notadas.
A. lothagamensis era de menores dimensões que os modernos hipopótamos e que os indivíduos da espécie A. harvardi'’ e detinha um esqueleto mais delgado, embora fosse francamente maior que os atuais hipopótamos-pigmeus.

### A. harvardi
A. harvardi é uma espécie de hipopótamo descrita pela primeira vez em 1977, originalmente classificada como Hexaprotodon harvardi.  Ainda que as proporções de A. harvardi e A. lothagamensis sejam similares,  A. lothagamensis era francamente menor. Os fémures encontrados de A. harvardi  têm aproximadamente o mesmo tamanho dos dos modernos hipopótamos.
Outro grupo de fósseis, originalmente descritos como Hexaprotodon sahabiensis ou hipopótamos-de-abu-dhabi são atualmente considerados como pertencentes a A. harvardi ou A. lothagamensis.  O registo fóssil para A. harvardi é mais extenso que para outros Archaeopotamus.

Supõe-se que A. harvardi tinha hábitos mais marcadamente ripícolas que A. lothagamensis.

## Distribuição
Foram desenterrados fósseis de Archaeopotamus perto do Lago Turkana, no Quénia; perto do Lago Vitória, no Quénia e em Abu Dhabi, pelo que se depreende que se distribuiriam ao longo da África Oriental e Península Arábica.

## Evolução
Não se conhece o mais imediato antepassado de ‘'Archaeopotamus. A sua descendência do género Kenyapotamus não pode ser confirmada devido à escassa quantidade de fósseis disponíveis. Ainda que Archaeopotamus seja mais antigo que qualquer outro membro do género Hippopotamus, é provável que fosse um grupo irmão tanto dos hipopótamos como dos Hexaprotodon.
Os fósseis semelhantes a Archaeopotamus considerados mais recentes têm sido datados até 2 milhões de anos atrás, no final do Plioceno. Estes fósseis são significativamente diferentes dos de Hippopotamus e Hexaprotodon da mesma época.